# British Home Championship 1914
De British Home Championship van 1914 was de 31e editie van de British Home Championship. Het toernooi werd gehouden van 18 januari tot en met 5 april 1914. Ierland werd kampioen.

## Eindstand
| Team      | Gsp | W | G | V | DV | DT | DS | Ptn |
| --------- | --- | - | - | - | -- | -- | -- | --- |
| Ierland   | 3   | 2 | 1 | 0 | 6  | 2  | +4 | 5   |
| Schotland | 3   | 1 | 2 | 0 | 4  | 2  | +2 | 4   |
| Engeland  | 3   | 1 | 0 | 2 | 3  | 6  | –3 | 2   |
| Wales     | 3   | 0 | 1 | 2 | 1  | 4  | –3 | 1   |

## Wedstrijden
|                                    |                       |       |                          |                                                                                  |
| 19 januari 1914 «onderlinge duels» | Wales                 | 1 – 2 | Ierland                  | Racecourse Ground, Wrexham Toeschouwers: 5.000 Scheidsrechter: Isaac Baker (ENG) |
| 19 januari 1914 «onderlinge duels» | Evan Jones 80' (pen.) |       | 11', 70' Billy Gillespie | Racecourse Ground, Wrexham Toeschouwers: 5.000 Scheidsrechter: Isaac Baker (ENG) |

|                                                     |          |                                         |         |                                                                                      |
| 14 februari 1914 «onderlinge duels» 15:00 uur (UTC) | Engeland | 0 – 3                                   | Ierland | Ayresome Park, Middlesbrough Toeschouwers: 25.000 Scheidsrechter: Alex Jackson (SCO) |
| 14 februari 1914 «onderlinge duels» 15:00 uur (UTC) |          | 5', 80' Billy Lacey 36' Billy Gillespie |         | Ayresome Park, Middlesbrough Toeschouwers: 25.000 Scheidsrechter: Alex Jackson (SCO) |

|                                                     |           |       |       |                                                                              |
| 28 februari 1914 «onderlinge duels» 15:30 uur (UTC) | Schotland | 0 – 0 | Wales | Celtic Park, Glasgow Toeschouwers: 10.000 Scheidsrechter: Harry Taylor (ENG) |
| 28 februari 1914 «onderlinge duels» 15:30 uur (UTC) |           |       |       | Celtic Park, Glasgow Toeschouwers: 10.000 Scheidsrechter: Harry Taylor (ENG) |

|                                                       |               |       |                   |                                                                                  |
| 14 maart 1914 «onderlinge duels» 15:30 uur (UTC–0:25) | Ierland       | 1 – 1 | Schotland         | Windsor Park, Belfast Toeschouwers: 31.000 Scheidsrechter: Herbert Bamlett (ENG) |
| 14 maart 1914 «onderlinge duels» 15:30 uur (UTC–0:25) | Sam Young 89' |       | 70' Joe Donnachie | Windsor Park, Belfast Toeschouwers: 31.000 Scheidsrechter: Herbert Bamlett (ENG) |

|                                                  |       |                                 |          |                                                                           |
| 16 maart 1914 «onderlinge duels» 15:30 uur (UTC) | Wales | 0 – 2                           | Engeland | Ninian Park, Cardiff Toeschouwers: 17.586 Scheidsrechter: Jim Mason (ENG) |
| 16 maart 1914 «onderlinge duels» 15:30 uur (UTC) |       | 50' Joe Smith 70' Billy Wedlock |          | Ninian Park, Cardiff Toeschouwers: 17.586 Scheidsrechter: Jim Mason (ENG) |

|                                                 |                                                       |       |                    |                                                                                   |
| 4 april 1914 «onderlinge duels» 15:00 uur (UTC) | Schotland                                             | 3 – 1 | Engeland           | Hampden Park, Glasgow Toeschouwers: 105.000 Scheidsrechter: Herbert Bamlett (ENG) |
| 4 april 1914 «onderlinge duels» 15:00 uur (UTC) | Charles Thomson 2' Jimmy McMenemy 50' Willie Reid 67' |       | 15' Harold Fleming | Hampden Park, Glasgow Toeschouwers: 105.000 Scheidsrechter: Herbert Bamlett (ENG) |